# Blacklane
Blacklane es una empresa start up situada en Berlín, un portal de chóferes que conecta a viajeros con conductores profesionales a través de una aplicación para móviles y la página web. La empresa ofrece un servicio de reserva con precios fijos y no tiene su propia flota de vehículos, sino que trabaja con empresas de chóferes locales en cada una de sus ciudades. Blacklane está por todo el mundo, creando un mercado único de servicios de conductor en diferentes ciudades, en lugar de mercados muy fragmentados.

## Historia
La start up se creó en 2011 por Jens Wohltorf y Frank Steuer en Berlín, Alemania. Avalada por los inversores RI Digital Ventures, B-to-V Partners, 88 Investments GmbH y Car4you, la empresa se puso en marcha oficialmente en junio de 2012.
De agosto a diciembre de 2013, Blacklane se lanzó en 100 ciudades más. Esto expandió la presencia de la empresa a 130 ciudades y 45 países. En diciembre de 2013, se anunció que Daimler AG invertiría unos 10 millones de euros en la start up, valorando la empresa en poco menos de 60 millones de euros.
En marzo de 2015, Amadeus anunció que Blacklane se convertiría en su primer proveedor de Taxi & Transfer  en estar totalmente integrado. Por abril de 2015, Blacklane ya estaba en 186 ciudades y 50 países.

## Reconocimientos
En los premios Tech5 de marzo, Blacklane fue nombrada la empresa start up de tecnología de más rápido crecimiento en Alemania. La empresa fue uno de los aspirantes al título de start up de tecnología de más rápido crecimiento de Europa en la Next Web Conference de abril de 2015 en Ámsterdam. El premio fue para la empresa de Ámsterdam Fairphone. Durante estos últimos meses, Blacklane ha sido mencionado en diferentes periódicos debido a su buen funcionamiento y rápido crecimiento.